# Ned Ferm

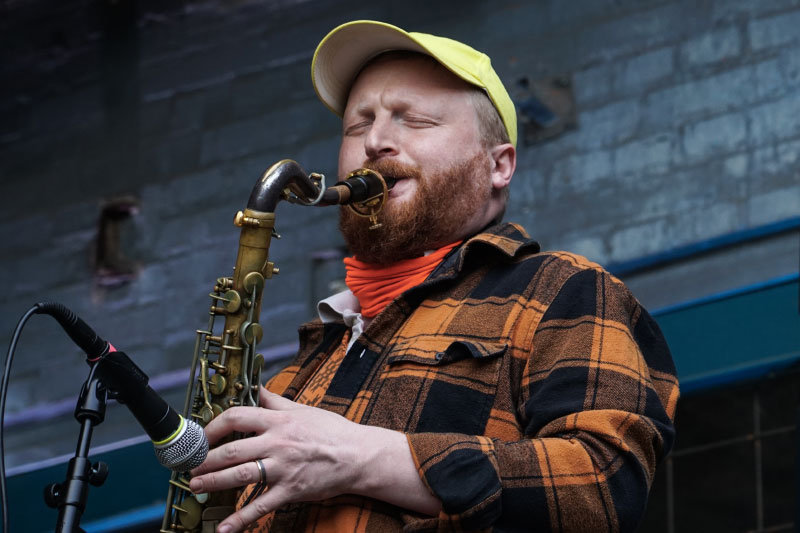
Ned Ferm (2020)

Ned Ferm (* 1982 in Pretty Marsh, Maine) ist ein amerikanischer Jazzmusiker (Tenorsaxophon, auch Keyboard, Gitarre, Komposition), der zudem als Interpret von Folk- und Rootsmusik tätig ist.

## Leben und Wirken
Ferm wuchs auf einer Farm auf einer Insel an der Küste von Maine auf und begann im Alter von vier Jahren mit dem Geigenspiel. Nachdem er die Highschool absolviert hatte, studierte er von 1999 bis 2001 auf der William Paterson University Jazzsaxophon. Zwischen 2001 und 2006 erwarb er am Rytmisk Musikkonservatorium in Kopenhagen den Bachelor und Master im Jazzstudiengang. Zwischen 2013 und 2015 studierte er dort als postgraduierter Solist.
2014 veröffentlichte er mit Spent All the Money sein Debütalbum unter eigenem Namen bei Stunt Records. Gemeinsam mit dem Perkussionisten Kenny Wollesen leitet er das Quartett Wollesen Ferm. Er ist auf Alben von Jakob Bro, Caroline Henderson, Kasper Tranberg, Nicolai Munch-Hansen, Jacob Anderskov, Maria Faust, Kresten Osgood, Gramski' Beat, Rhonda Harris und Kira Skov zu hören. Als Interpret arbeitete er mit Musikern wie John Parish, Yusef Lateef, Roswell Rudd, Airto Moreira, Jorge Rossy, Ben Street, Tyshawn Sorey, Thomas Morgan, Mark Guiliana, MØ, Eugene Chadbourne, Steve Swell und Teitur.
Ferm lebt mit seiner Frau, der estnischen Musikerin Maria Faust, in Kopenhagen.